# Route nationale 134
Pour les articles homonymes, voir N134 et Route 134.
La route nationale 134, ou RN 134, est une route nationale française reliant Saugnac-et-Muret (Landes, près de la limite girondine) au Tunnel du Somport (Pyrénées-Atlantiques, frontière avec l'Espagne).
Avant 1972, elle reliait Roquefort au col du Somport : la section de Roquefort à la RN 124, via Villeneuve-de-Marsan, a été déclassée en RD 934. La section de Saugnacq-et-Muret à Sabres était la route départementale 20 et celle de Perrègue à Mont-de-Marsan appartenait à la RN 649 ; celle de Sabres à Perrègue appartenait à la RN 626.
Une Nationale 134BIS existait dans les Pyrénées-Atlantiques. Elle reliait Gan au col du Pourtalet. Cette route a été déclassée en départementale à la fin des années 1970.
Depuis 2008, seule la section au sud de Pau est restée route nationale. Le tronçon septentrional a en effet été transféré aux départements des Landes, du Gers et des Pyrénées-Atlantiques.

## Itinéraire

### Landes

#### De Roquefort à Aire-sur-l'Adour (avant 1972) (D 934)
- Roquefort
- Pillelardit
- Villeneuve-de-Marsan
- Saint-Gein
- Les Arbouts
- Marquestau
- Coumat
- section commune avec la RN 124 jusqu'à Aire-sur-l'Adour

#### De Saugnac-et-Muret à Aire-sur-l'Adour (de 1972 à 2006) (D 834)
- Le Muret, commune de Saugnac-et-Muret (RN 10 / Sortie n°18 de l'A63) (km 0)
- Moustey (km 7)
- Pissos (km 12)
- Trensacq (km 24)
- Sabres (km 31)
- Perrègue, commune de Sabres (km 32)
- Garein (km 45)
- Uchacq-et-Parentis (km 60)
- Mont-de-Marsan (km 67)
- section commune avec la RN 124 entre Mont-de-Marsan et Aire-sur-l'Adour

#### D'Aire-sur-l'Adour à la limite avec les Pyrénées-Atlantiques (D 834)
- Aire-sur-l'Adour (km 101)
- Ségos (Gers) (km 110)
- Saint-Agnet (Landes) (km 112)
- Saint-Agnet
- Sarron (Landes) (km 114)

### Pyrénées-Atlantiques

#### De la limite avec les Landes à Pau (D 834)
- Garlin (km 117)
- Boueilh-Boueilho-Lasque
- Claracq (km 123)
- Garlède-Mondebat
- Lalonquette
- Miossens-Lanusse
- Thèze
- Auriac
- Lasclaveries
- Astis
- Navailles-Angos (km 136)
- Sauvagnon
- Serres-Castet (km 142)
- Lons
- Billère
- Pau (km 151)

#### De Pau à l'Espagne (N 134)
- Pau (km 151)
- Jurançon (km 153)
- Gan (km 160)
- Bernadou
- Herrère de Bas
- Oloron-Sainte-Marie (km 183)
- Bidos
- Gurmençon
- Asasp-Arros (km 192)
- Sarrance (km 201)
- Bedous
- L'Estanguet
- Cette-Eygun
- Etsaut (km 219)
- Urdos (km 224)
- Tunnel du Somport (km 234)
- Espagne N-330

## Rôle stratégique
Cette route est une voie de communication importante entre l'Espagne et la France et plus particulièrement entre la région d'Aragon et la vallée d'Aspe. Dans les années 1990, l'aménagement de la nationale 134 et le percement du tunnel du Somport ont fait l'objet d'une longue lutte entre les pouvoirs publics, les acteurs de l'économie locale et les écologistes, qui estimaient que l'afflux des camions dans cette région de montagne causerait des dommages à l'environnement.
La section située entre Mont-de-Marsan et Pau pourrait perdre une partie de son trafic après la mise en service de l'autoroute A65 fin 2010.[réf. souhaitée]

## Futur
Un projet d'autoroute A 650 devait relier Pau (échangeur A64 et A65 à Poey-de-Lescar) à Oloron-Sainte-Marie (RN 134 au Gabarn) afin d'alléger la RN134 du trafic de transit entre Oloron-Sainte-Marie et la rocade ouest de Pau et les autoroutes A64-A65 . Ce projet a été abandonné en 2008.
Rocade sud-est d'Oloron-Sainte-Marie : la construction de ce contournement qui devait se raccorder à l'autoroute A650 est dépriorisée en 2024 en raison de son coût (110 millions pour 3 kilomètres) et de sa difficulté technique (2 viaducs, 1 tunnel), au profit des contournements de Gurmençon et de Asasp-Arros afin de soulager ces villages de l'important trafic de transit,.
Contournements de Gurmençon et de Asasp-Arros : des études sont en cours en 2025 pour une publication attendue fin 2026. Ce contournement aura pour origine le rond-point de la Porte d'Aspe et débouchera à la sortie de Asasp-Arros à la jonction avec la D918 à proximité de la centre électrique.

## Longueurs des tronçons
| RN 134 jusqu’en 1972                               | RN 134 jusqu’en 1972         | RN 134 jusqu’en 1972 | RN 134 de 1973 à 2006                 | RN 134 de 1973 à 2006         | RN 134 de 1973 à 2006 | Actuellement             | Actuellement |
| Tronçon                                            | Statut                       | Longueur             | Tronçon                               | Statut                        | Longueur              | Tronçon                  | Longueur     |
| -------------------------------------------------- | ---------------------------- | -------------------- | ------------------------------------- | ----------------------------- | --------------------- | ------------------------ | ------------ |
| De Roquefort à la N 124 au nord d'Aire-sur-l'Adour | D 934                        | 33 km                | De Saugnacq-et-Muret à Mont-de-Marsan | D 834                         | 67 km                 |                          |              |
| Tronc commun avec la N 124                         | D 824                        | 4 km                 | Tronc commun avec la N 124            | D 824                         | 34 km                 |                          |              |
| D'Aire-sur-l'Adour à Pau                           | D 834                        | 50 km                | D'Aire-sur-l'Adour à Pau              | D 834                         | 50 km                 |                          |              |
| De Pau au col du Somport                           | N 134                        | 83 km                | De Pau au col du Somport              | N 134                         | 83 km                 | De Pau au col du Somport | 83 km        |
| Total (RN 134 jusqu’en 1972)                       | Total (RN 134 jusqu’en 1972) | 170 km               | Total (RN 134 de 1972 à 2006)         | Total (RN 134 de 1972 à 2006) | 234 km                | Total (actuellement)     | 88 km        |

1. ↑  Reprise de la D 20, d'un tronçon de la N 626 et de celui de la N 649

## Galerie

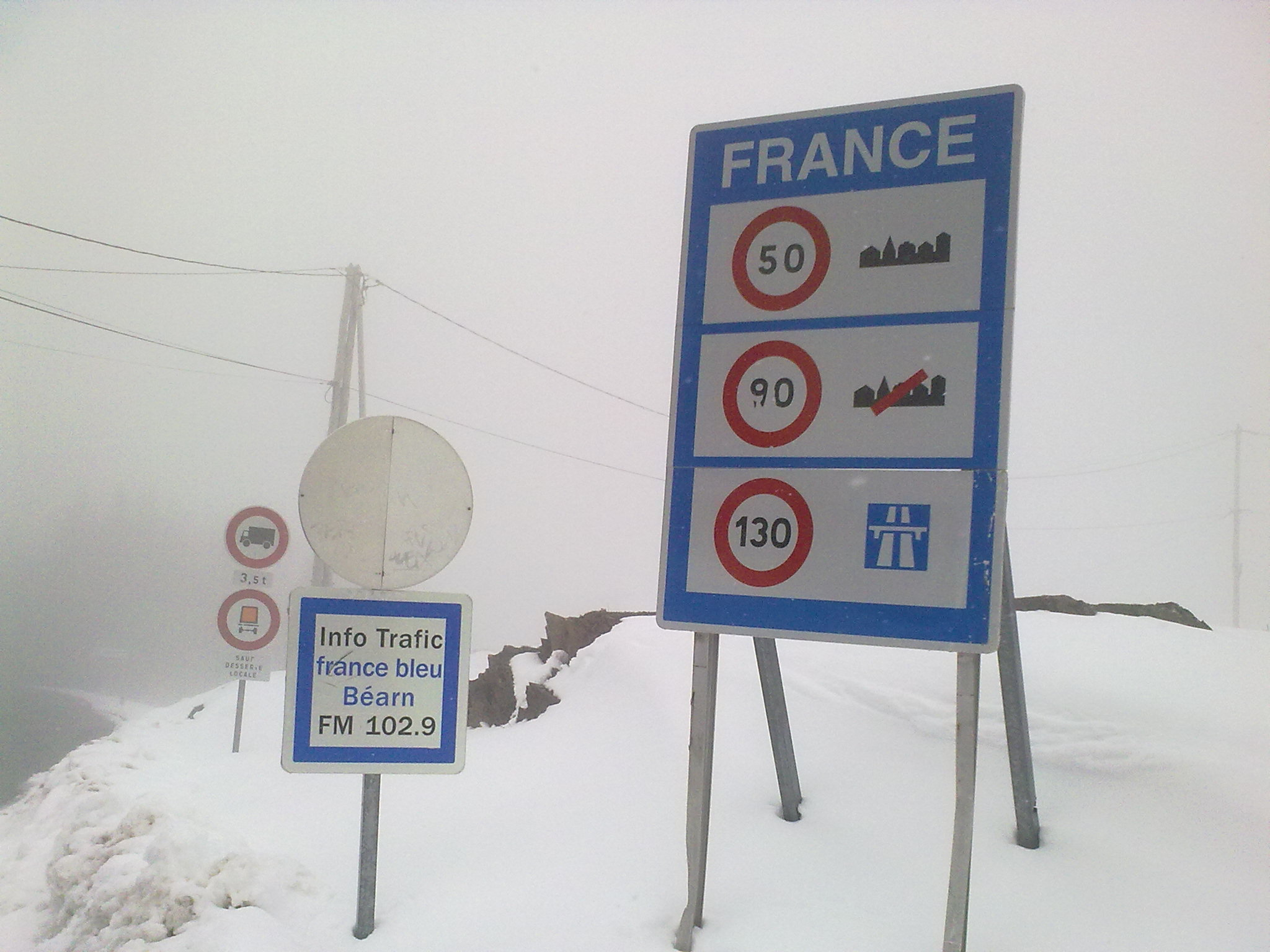
La RN134/E7, panneau France au Col du Somport.
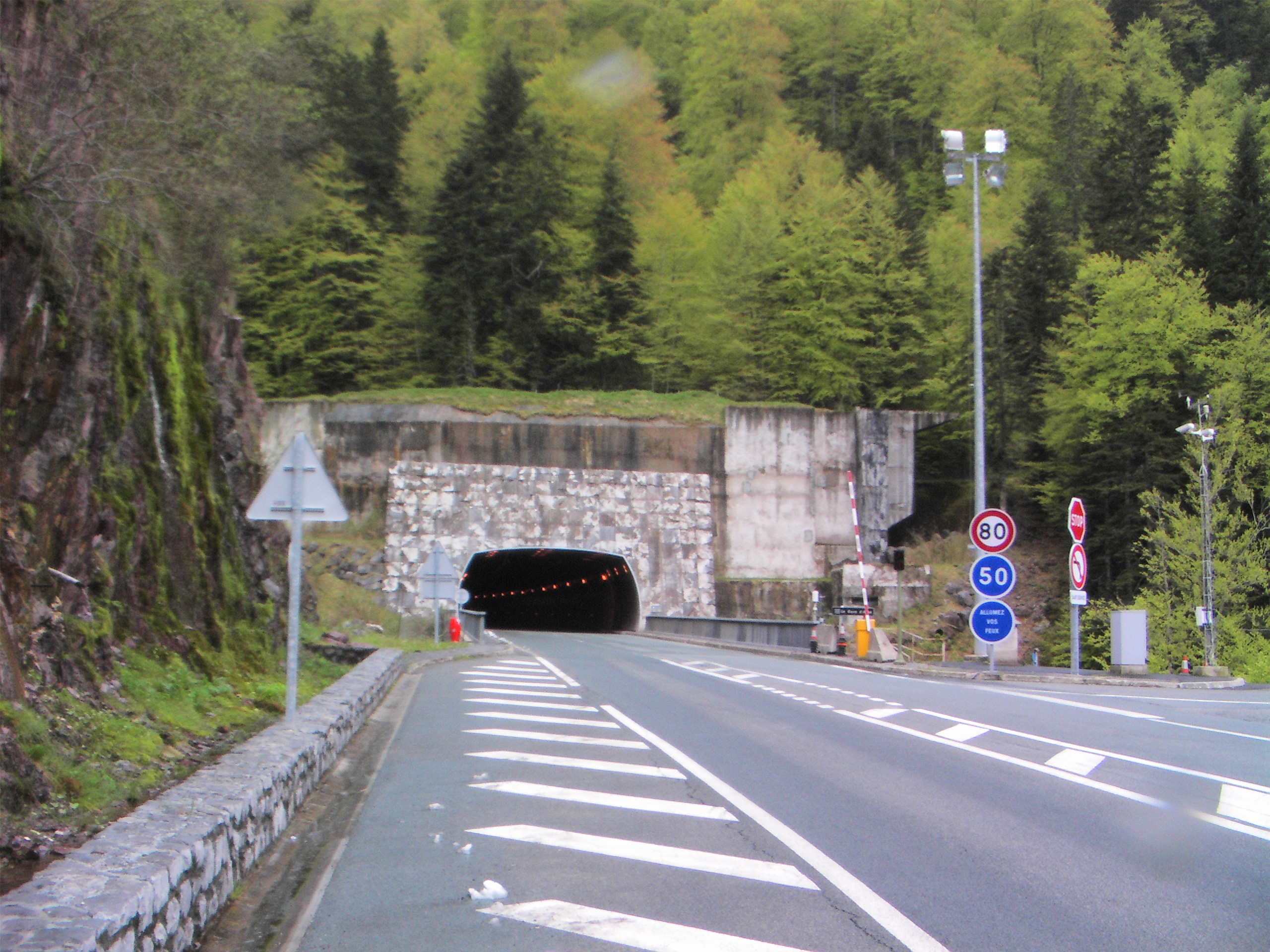
La RN134/E7 à l'entrée du tunnel du Somport côté français.
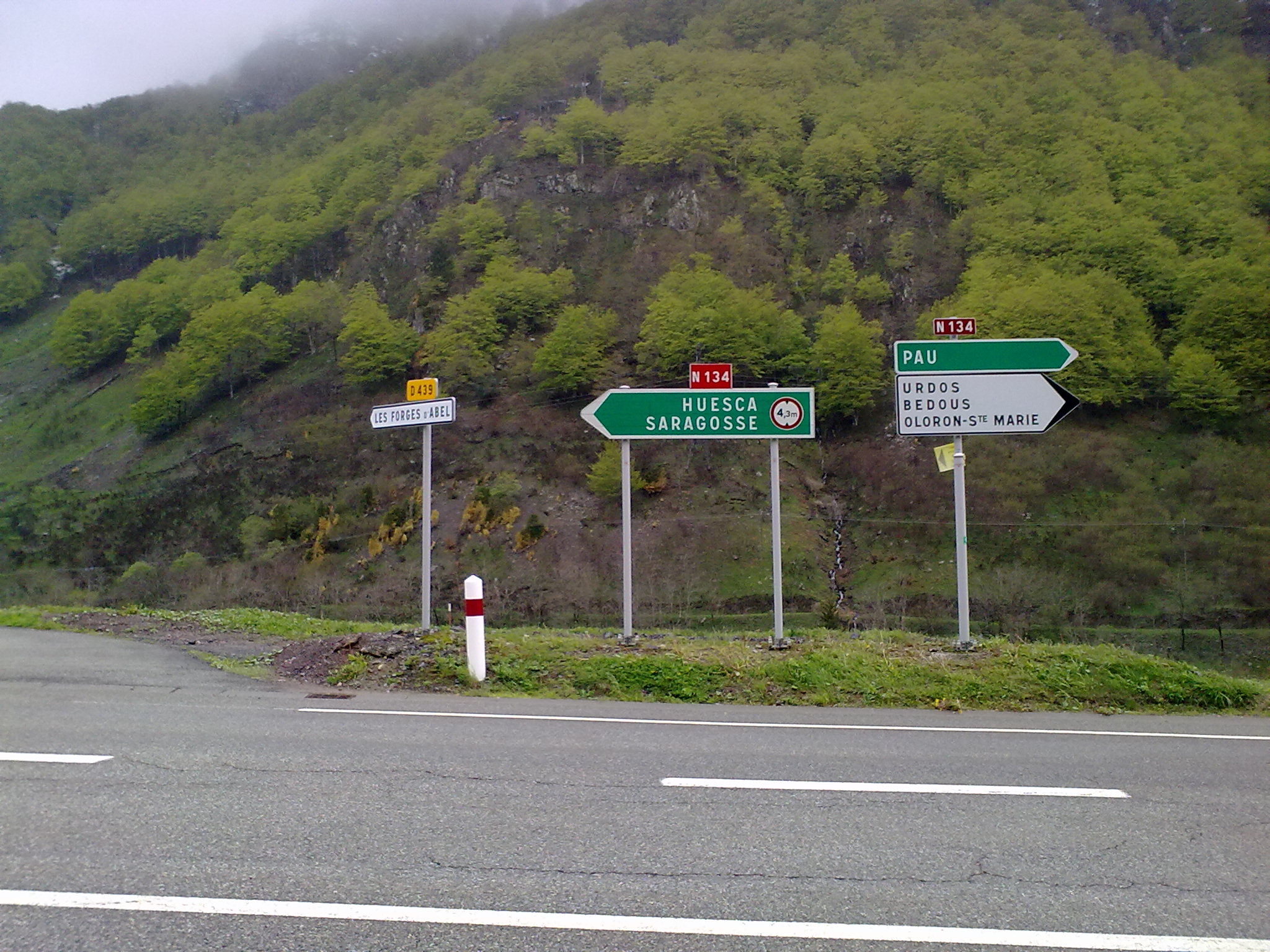
Panneau depuis la RN134/E7 vers les Forges d'Abel ou le tunnel et vers Pau.
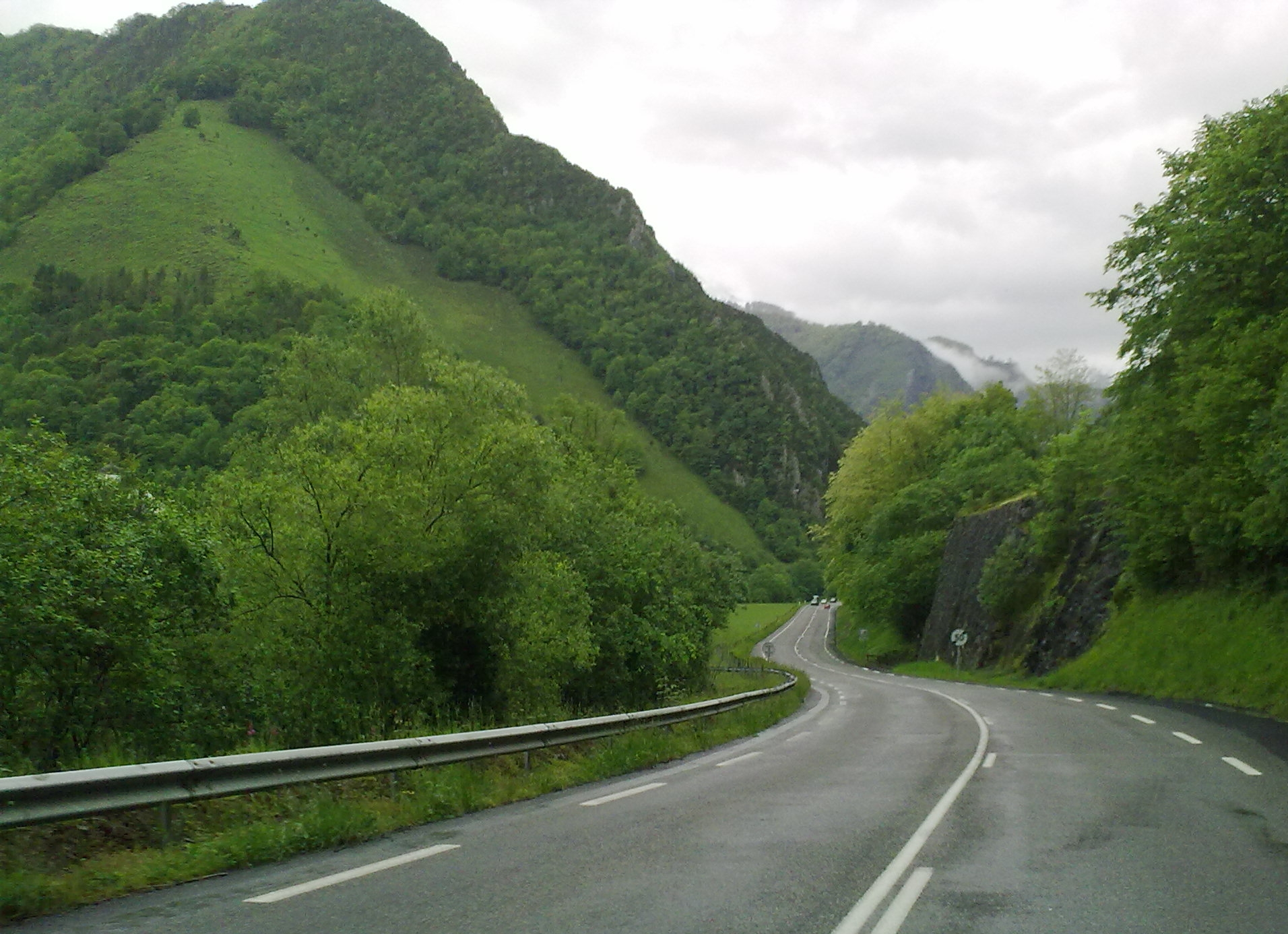
La RN134/E7 dans la vallée d'Aspe.
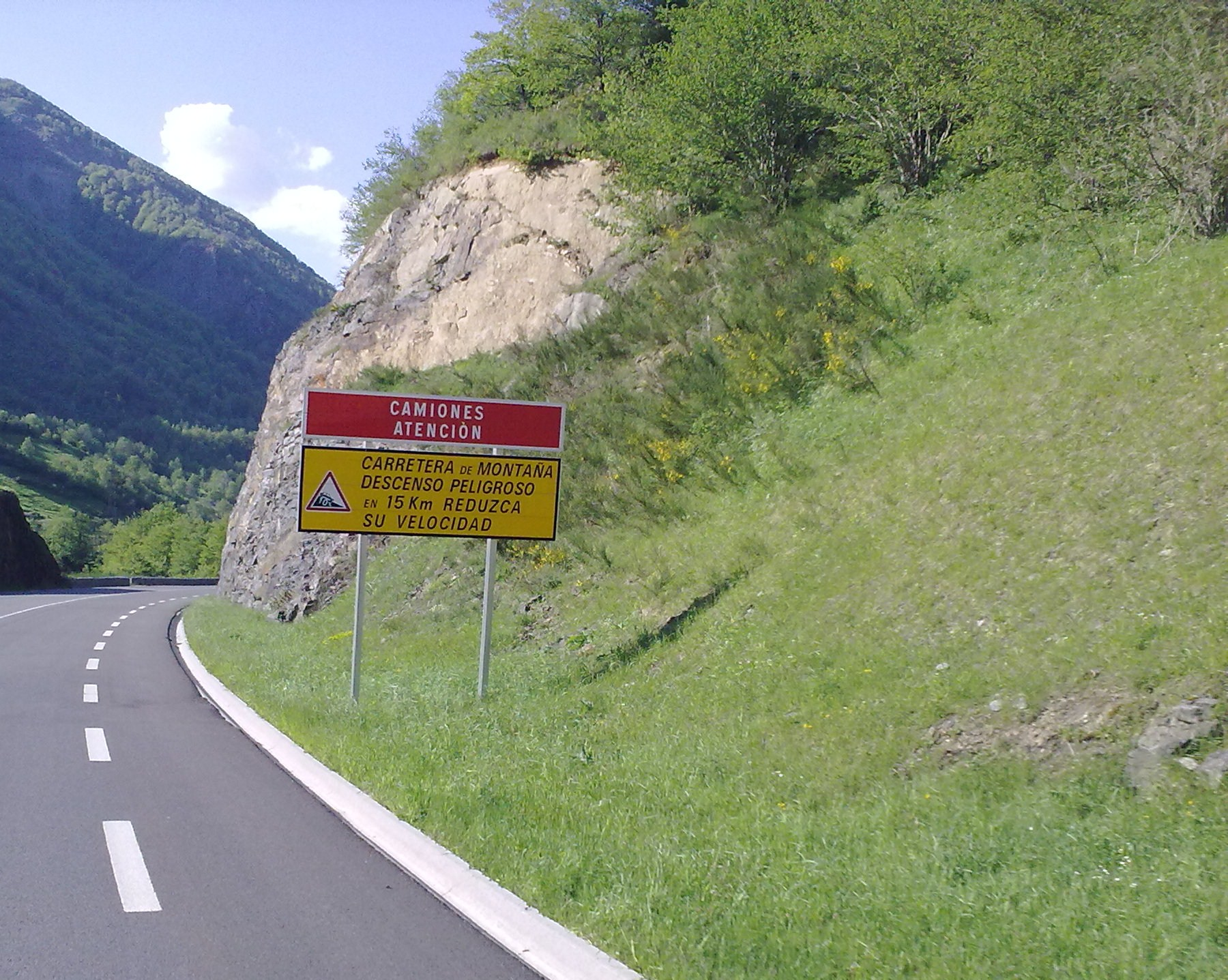
RN134/E7, dans la vallée d'Aspe, avertissement.
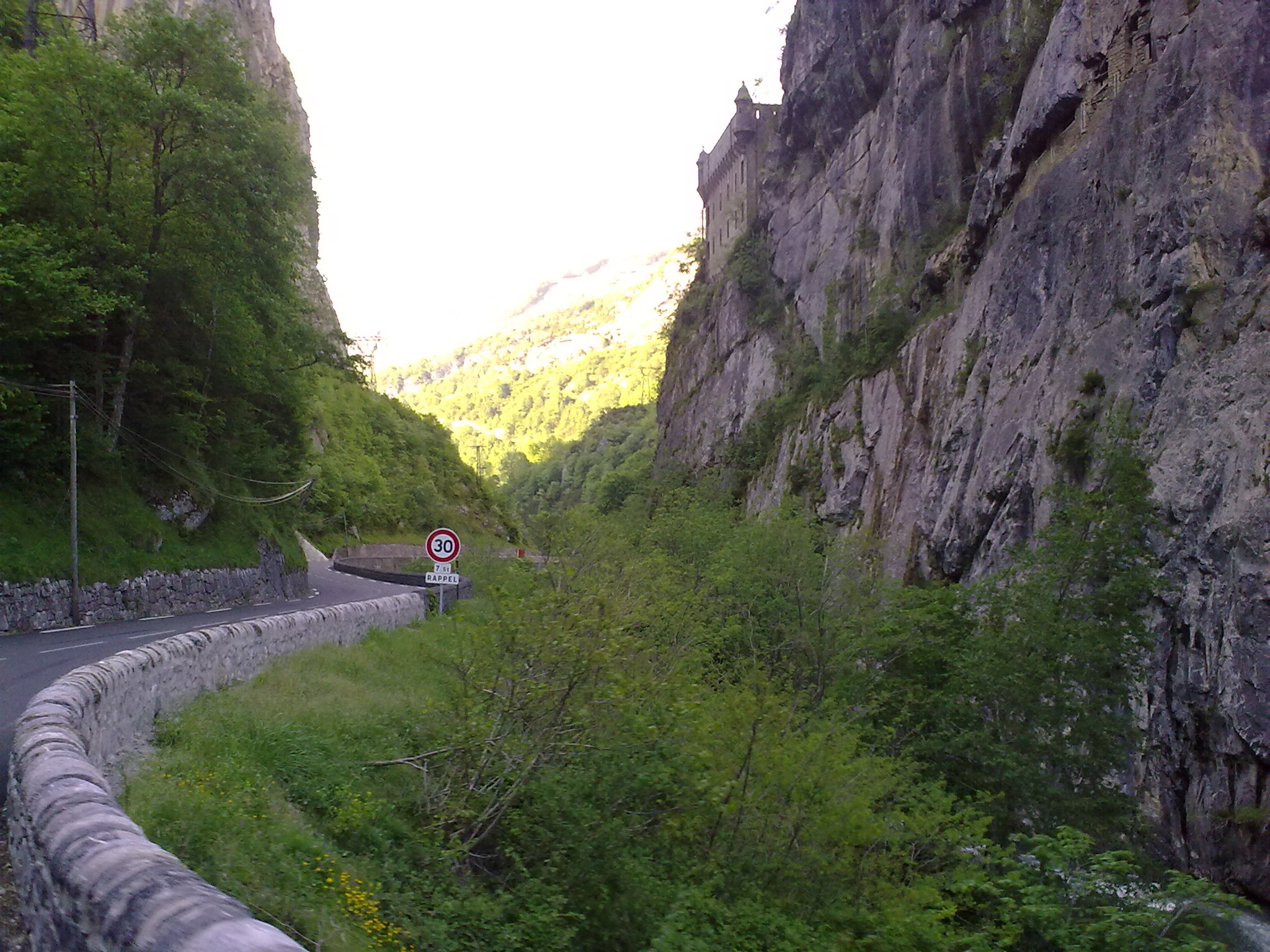
La RN134/E7 en vallée d'Aspe vers le Fort du Portalet.
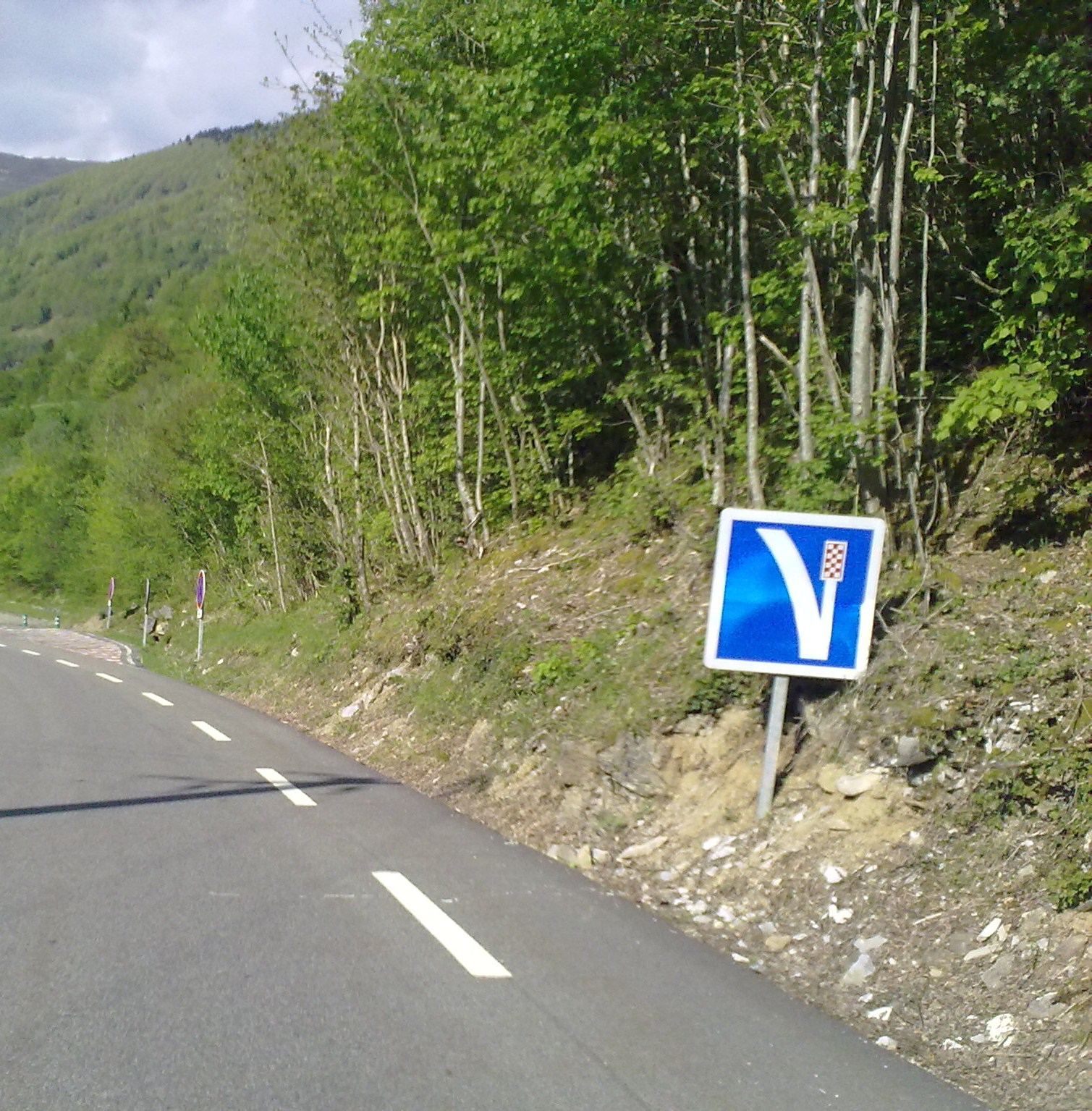
Une voie de détresse de la RN134/E7 en vallée d'Aspe.
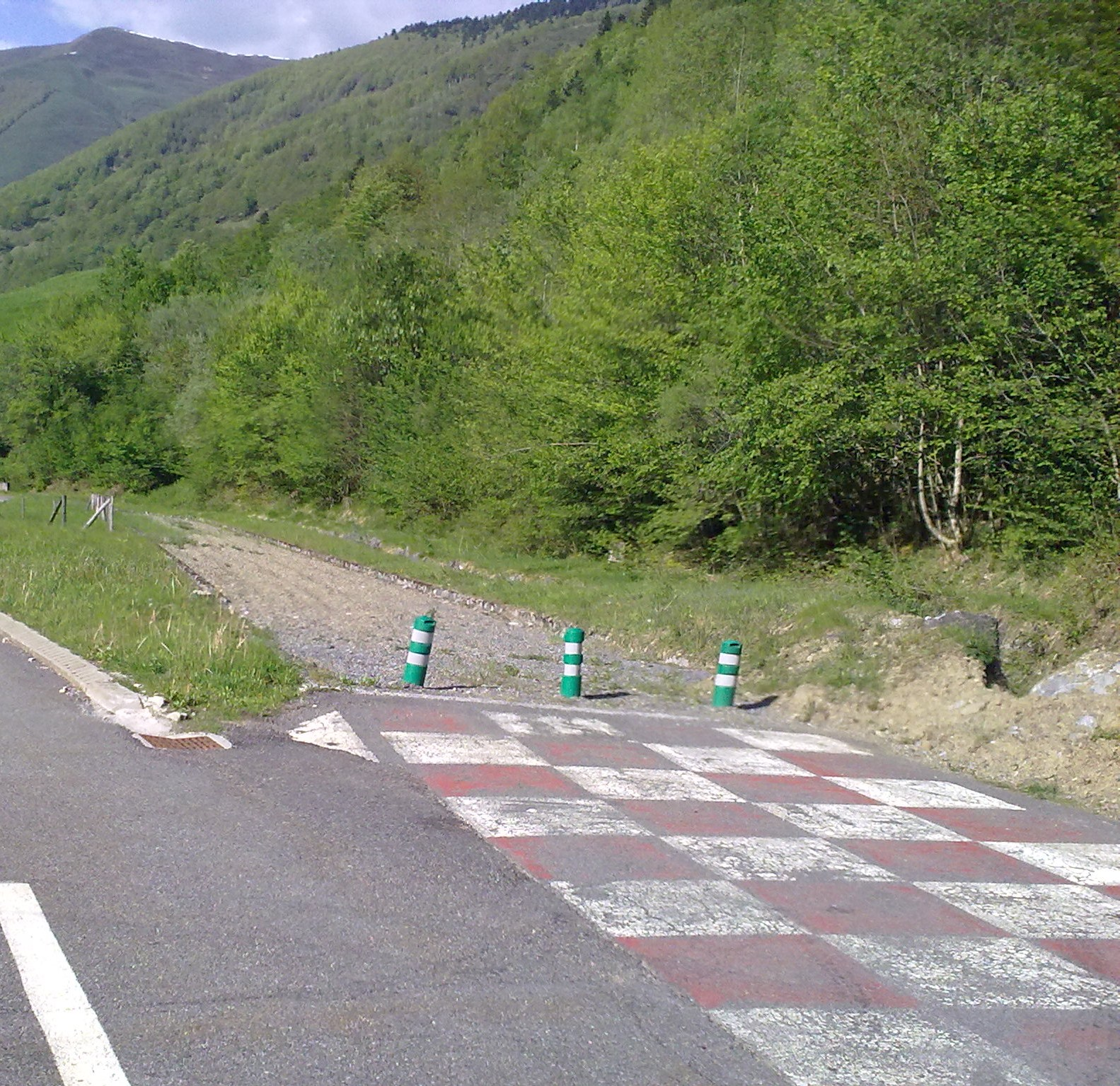
Une voie de détresse de la RN134/E7 en vallée d'Aspe.
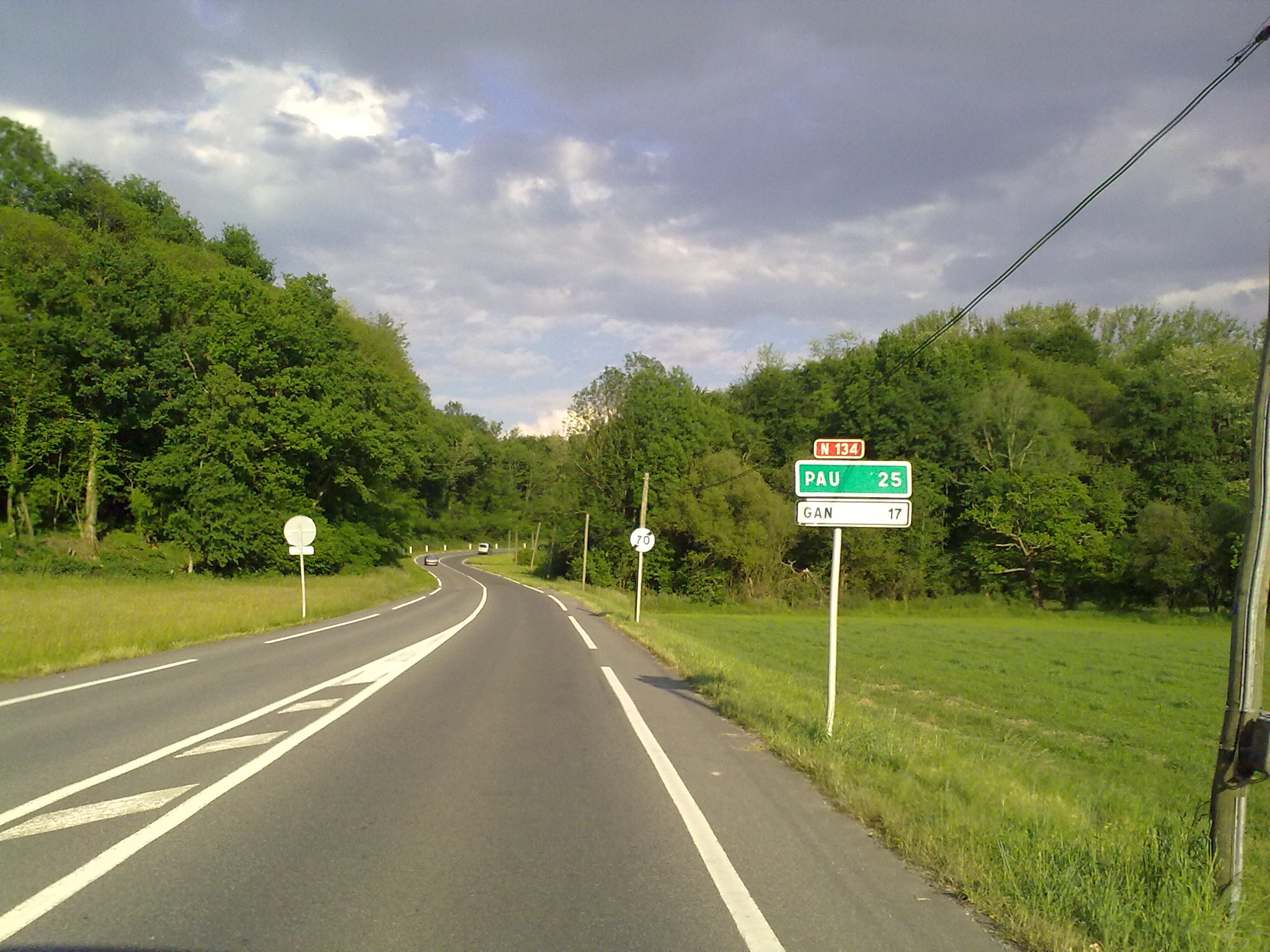
La RN134/E7 à Herrère.
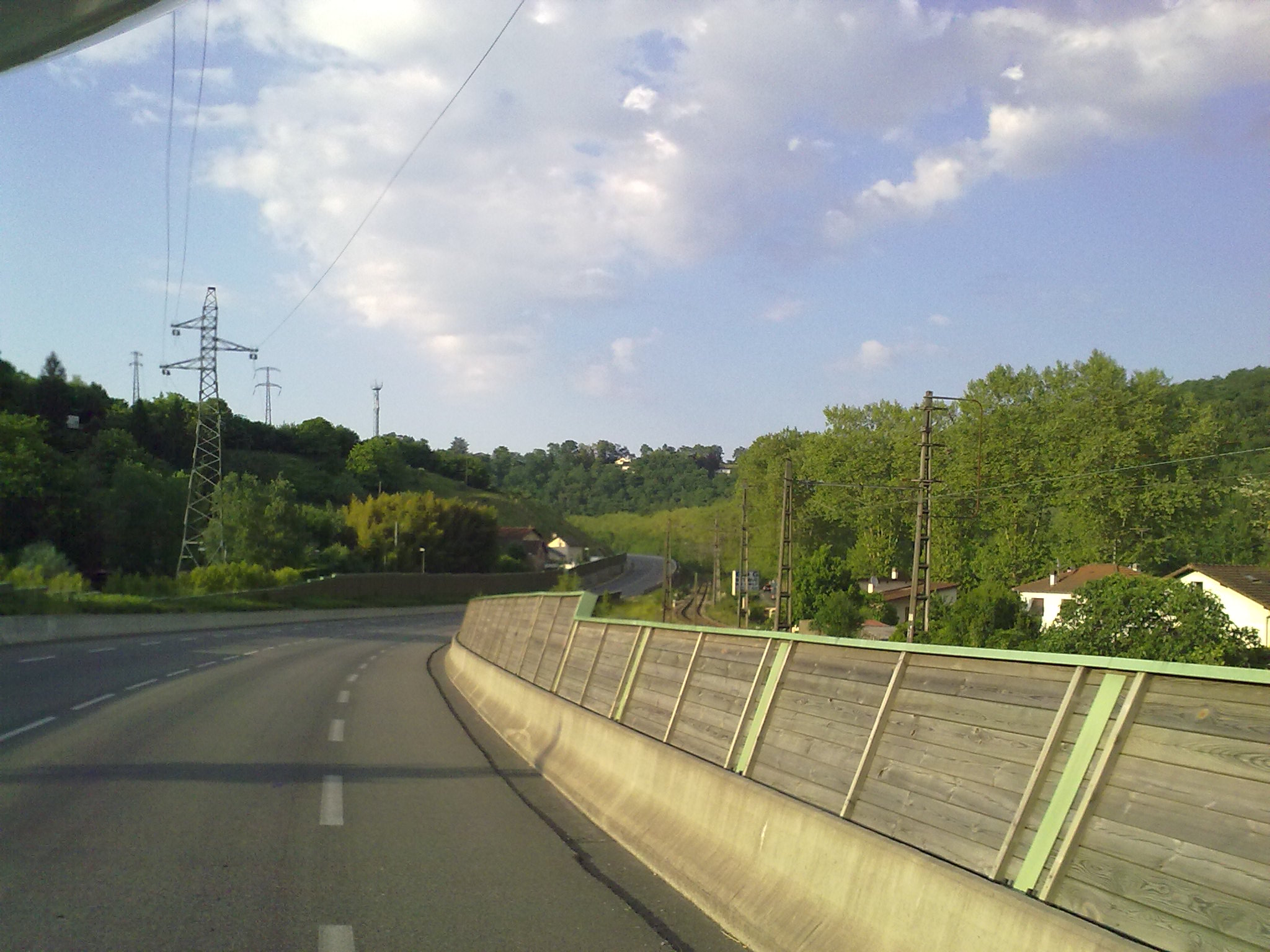
La RN134/E7 sur la rocade de Gan.